# Домангарт I мак Фергусса
Домангарт I (Домангарт мак Фергуса; гельської. Domangart mac Fergusa; помер в 507) — король Дав Ріад з 501 по 507 рік.

## Біографія
Домангарт I був сином першого історично достовірного короля Дав Ріад Фергуса I. Згідно з переказами, Домангарт був присутній при смерть «апостола Ірландії» святого Патріка.
Домангарта I успадкував його син Комгалл.